# Zvonko Živković
Zvonko Živković (Belgrado, 31 ottobre 1959) è un ex calciatore jugoslavo, di ruolo attaccante.

## Carriera

### Nazionale
Con la Nazionale jugoslava ha preso parte al Campionato mondiale di calcio 1982.

## Palmarès

### Club

#### Competizioni nazionali
- Campionato jugoslavo: 2

Partizan: 1982-1983, 1985-1986
- Campionato portoghese: 1

Benfica: 1986-1987
- Coppa del Portogallo: 1

Benfica: 1986-1987